# 刘存德
劉存德（1508年—1578年），字志仁，號沂東，福建泉州府同安東橋（今廈門市）人，明朝政治人物。同进士出身。

## 生平
嘉靖十六年（1537年）丁酉科福建乡试第四十六名举人，嘉靖十七（1538年）戊戌科会试第45名，三甲178名進士，授行人司行人，奉使益王府，二十二年十二月考选，授浙江道試監察御史，次年实授，二十五年巡长芦盐政。嘉靖二十八年（1549年）任松江府知府，丁憂歸，三十一年十二月考察，以不职降用。三十六年起南康府知府，赴任后因病归养。三十八年入觐京师，授浙江按察司副使，分守嘉湖道，抗击倭寇，又調广东巡视海道副使兼管市舶提举司，被弹劾辞官归乡。他在家乡东山脚下、东溪之畔结庐，仍以宋朝知县危秉文的草堂“结甃堂”名之，取《易·井》的“井甃无咎”句“以名堂之意”。刘存德于此种秫酿酒，邀引丁一中、刘汝楠等名人吟诗作赋、交相唱和。所著文赋诗词，也以《结甃堂遗稿》为名。

## 家族
曾祖劉弘淵。祖父劉朝權。父劉恭。母葉氏，继母林氏。具庆下。弟存業。
子劉夢龍、劉夢熊、劉夢騶、劉夢松、劉夢潮。曾孙劉望齡，顺治十五年进士。